# Begärets dunkla mål
Begärets dunkla mål är en fransk-spansk film från 1977, regisserad av Luis Buñuel. Huvudrollerna spelas av Fernando Rey, Carole Bouquet och Ángela Molina. Filmens manus bygger på Pierre Louÿs roman La Femme et le pantin ("Kvinnan och dockan") från 1898. Den var nominerad till en Oscar för bästa utländska film vid Oscarsgalan 1978.

## Handling
En åldrad fransman, Mathieu (Fernando Rey), blir förälskad i den unga, vackra Conchita (spelad av både Carole Bouquet och Ángela Molina), men hon låter honom inte älska med henne. Mathieus frustration tilltar alltmer.

## Roller i urval
- Fernando Rey – Mathieu
- Carole Bouquet – Conchita
- Ángela Molina – Conchita
- María Asquerino – Encarnación, Conchitas mor
- Ellen Bahl – Manolita
- Piéral – psykolog